# Jack Gilford

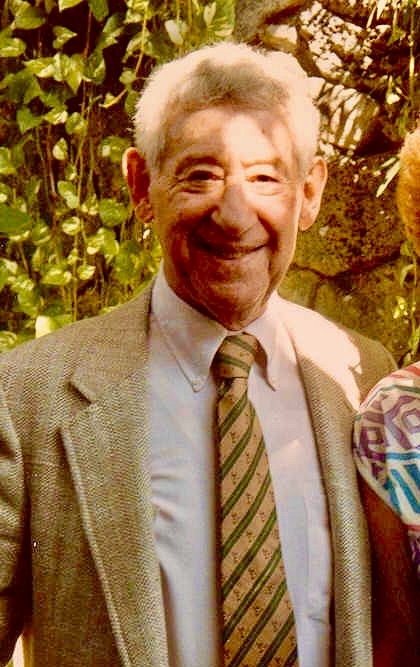
Jack Gilford 1986

Jack Gilford (* 25. Juli 1907 in New York, New York; † 2. Juni 1990 ebenda; eigentlich Jacob Gellman) war ein amerikanischer Schauspieler, der insbesondere durch komödiantische Rollen bekannt wurde.
Während der McCarthy-Ära in den 1950er-Jahren stand er, wie sein Kollege Zero Mostel, auf der „schwarzen Liste“ und wurde mit Berufsverbot belegt.
Gilford wurde zweimal für den Tony Award für sein Mitwirken in Musicals nominiert: als Best Supporting or Featured Actor (Musical) für Toll trieben es die alten Römer (A Funny Thing Happened on the Way to the Forum, 1963) und als Best Actor (Musical) in Cabaret (1967).
Erst ab Mitte der 1960er-Jahre stand Gilford regelmäßiger für Kinofilme vor der Kamera, beginnend mit der Verfilmung von Toll trieben es die alten Römer aus dem Jahr 1966. Danach wirkte er als Charakterdarsteller an bekannten Filmen wie Catch-22 – Der böse Trick (1970), Caveman – Der aus der Höhle kam (1981) und Cocoon (1985) mit. Seine Rolle in dem Drama Save the Tiger (1973) an der Seite von Jack Lemmon brachte ihm eine Oscar-Nominierung als Bester Nebendarsteller ein.
Fans und Zuschauern der erfolgreichen US-Sitcom Golden Girls dürfte Gilford auch als Kurzzeit-Ehemann von Sophia Petrillo bekannt sein, gespielt von Estelle Getty.

## Filmografie (Auswahl)
- 1936: Midnight Melodies (Kurzfilm)
- 1944: Hey, Rookie
- 1964–1965: Preston & Preston (The Defenders, Fernsehserie, 4 Folgen)
- 1966: Toll trieben es die alten Römer (A Funny Thing Happened on the Way to the Forum)
- 1966: Gesicht ohne Namen (Mister Buddwing)
- 1967: Sein großer Auftritt (Enter Laughing)
- 1967: Was kümmert uns die Bank? (Who's Minding the Mint?)
- 1967: Incident ... und sie kannten kein Erbarmen (The Incident)
- 1969: Arsenic and Old Lace (Fernsehfilm)
- 1970: Catch-22 – Der böse Trick (Catch-22)
- 1971: Der verkehrte Sherlock Holmes (They Might Be Giants)
- 1973: Rettet den Tiger! (Save the Tiger)
- 1976: Und morgen wird ein Ding gedreht (Harry and Walter Go to New York)
- 1978: Apple Pie (Fernsehserie, 7 Folgen)
- 1979: Lou Grant (Fernsehserie, 1 Folge)
- 1979: Soap – Trautes Heim (Soap, Fernsehserie, 5 Folgen)
- 1980: Oh, Moses!
- 1980: Der Vagabund – Die Abenteuer eines Schäferhundes (The Littlest Hobo, Fernsehserie)
- 1981: Caveman – Der aus der Höhle kam (Caveman)
- 1981/1982: Love Boat (Fernsehserie, 2 Folgen)
- 1983: Annas Geheimnis (Anna to the Infinite Power)
- 1984: The Duck Factory (Fernsehserie, 13 Folgen)
- 1985: Cocoon
- 1986: Young Again (Fernsehfilm)
- 1987: Inspektor Hooperman (Hooperman, Fernsehserie, 1 Folge)
- 1988: Arthur 2 – On the Rocks
- 1988: Cocoon II – Die Rückkehr (Cocoon: The Return)
- 1988: Golden Girls (Fernsehserie, 2 Folgen)
- 1989: B.L. Stryker (Fernsehserie, 1 Folge)